# Silvana Dussmann
Silvana Dussmann (* 1957 in Wien) ist eine österreichische Opernsängerin (Sopran).

## Leben und Werk
Dussmann studierte bei Rita Streich und Gerhard Kahry. 1987 debütierte sie am Tiroler Landestheater von Innsbruck. Ihre Karriere führte sie danach ans Opernhaus Graz, an die Volksoper Wien, an die Opernhäuser in München, Frankfurt, Berlin, Hamburg, Essen, Köln, Toulouse und Brüssel sowie an die Wiener Staatsoper.

### Oper
Das Opernrepertoire der Sängerin ist weit gefächert und reicht von Soubrettenrollen über lyrische Partien bis zum hochdramatischen Fach. Ihre Schwerpunkte liegen bei Mozart, Verdi, Wagner und Strauss, sowie ausgewählten Operettenrollen, Am Beginn ihrer Laufbahn standen eine Reihe von Mozart-Rollen – wie die Ilia im Idomeneo, die Pamina in der Zauberflöte und die Konstanze in Die Entführung aus dem Serail – sowie Micaëla, Sophie und Musetta. In der Folge entwickelte sich die Stimme ins etwas dramatischere Fach und sie sang Mozarts Figaro-Gräfin, Donna Anna und Vitellia, sowie die Agathe im Freischütz, Frau Fluth in Lustigen Weibern von Windsor, sowie die Violetta in La traviata und die Elisabetta in Roberto Devereux.
Heute zählen zu ihren wichtigen Opernrollen die Norma, Verdis Amelia (Un ballo in maschera) und Leonore (Il trovatore), Strauss’ Chrysothemis (Elektra), seine Kaiserin (Die Frau ohne Schatten) und die Ariadne auf Naxos, die Marietta in Korngolds Die tote Stadt, sowie Wagners Sieglinde (Die Walküre) und die Isolde (in Tristan und Isolde).
Bei den Salzburger Festspielen debütierte sie als eine der Drei Erscheinungen in Verdis Macbeth in den Jahren 1984 und 1985 und kehrte 2014 als Leitmetzerin in der Erfolgsproduktion des Rosenkavalier zurück.

### Operette
Gerne übernahm und übernimmt Dussmann zwischendurch auch die Rolle der Diva in klassischen Wiener Operetten, wie die Rosalinde in der Fledermaus, die Laura im Bettelstudenten, die Lisa im Land des Lächelns, die Angèle Didier im Grafen von Luxemburg oder Die Csárdásfürstin.

### Konzert
Das Konzertrepertoire Dussmanns umfasst die Requien von Mozart und Verdi, Beethovens Neunte, Wagners Wesendonck-Lieder und Strauss’ Vier letzte Lieder. Die Sängerin gab Gastspiele in Amsterdam, Antwerpen, Bergen, Dublin, Gent, Los Angeles, Lissabon, Lyon, New York, San Diego, São Paulo, Tel Aviv, Tokio und Washington und arbeitete mit namhaften Dirigenten, darunter Bertrand de Billy, Valery Gergiev, Nikolaus Harnoncourt, Marek Janowski, Zubin Mehta, Seiji Ozawa, Georges Prêtre, Stefan Soltesz und Christian Thielemann.

## Auszeichnungen
- 1989: erster Preis beim Internationalen Hans-Gabor-Belvedere-Gesangswettbewerb[1]